# Tumulus de la Plate Tombe
Le tumulus de la Plate Tombe appelé communément tumulus de Waremme est un tumulus situé dans la commune et ville belge de Waremme en province de Liège. 
Le tumulus est repris sur la liste du patrimoine immobilier classé de Waremme.

## Localisation
Ce tumulus se situe dans un quartier résidentiel à l'est de la ville hesbignonne de Waremme. Il jouxte l'arrière d'un bâtiment moderne (garage) sis au n°77 de la chaussée romaine (route nationale 69). Il est aussi visible (mais non accessible) depuis la rue du Tumulus.

## Description
Le tumulus de la Plate Tombe a une hauteur de 3 m, une longueur de 19 m et une largeur de 18,50 m. Seules quelques pièces de monnaie romaines ont été découvertes lorsque le site a fait l'objet de fouilles. 